# Annonces matrimoniales
Pour plus de détails, voir Fiche technique et Distribution.
Annonces matrimoniales (titre original : La Visita) est une coproduction franco-italienne, réalisée en 1963 par Antonio Pietrangeli et inspirée d'une nouvelle de l'écrivain italien Carlo Cassola.

## Synopsis
Deux célibataires, Pina et Adolfo, après s'être contactés par le biais d'une petite annonce, font leur première rencontre au cours d'un dimanche à la campagne. Adolfo est un employé de librairie maltraité par ses supérieurs ; Pina, quant à elle, travaille dans une exploitation agricole. Elle a un amant, mais celui-ci est marié et ne cherche aucunement à l'épouser. Ils espèrent beaucoup de cette journée dominicale...mais, ils devront, l'un et l'autre, déchanter. Adolfo, non dénué d'arrière-pensée, se révèle mesquin, médiocre et plutôt porté sur la boisson. Après l'avoir ramené chez elle, Pina ne se privera pas de lui dire ses pensées. Ils se séparent donc sans prendre d'engagement pour l'avenir, excepté le fait de s'écrire quand même...

## Fiche technique
- Titre original : La Visita, d'après une nouvelle de Carlo Cassola
- Titre français : Annonces matrimoniales
- Scénario : Gino De Santis, Ettore Scola, Ruggero Maccari
- Photographie : Armando Nannuzzi, noir et blanc
- Musique : Armando Trovajoli
- Montage : Eraldo Da Roma
- Production : Zebra Film - Aera Films (Morris Ergas)
- Durée : 100 min
- Pays de production :  Italie,  France
- Année de réalisation : 1963
- Distribué en :
  - Italie: le 28 décembre 1963
  - France : le 8 juin 1965
- Genre : Comédie sentimentale

## Distribution
- Sandra Milo : Pina
- François Périer : Adolfo
- Mario Adorf : Cucaracha
- Angela Minervi : Chiaretta
- Gastone Moschin : Renato
- Didi Perego : Nella

## Commentaire
- À partir d'une intrigue peu fournie, Antonio Pietrangeli retient l'attention grâce à un examen à la loupe des moindres faits, gestes et paroles de gens ordinaires, se mouvant dans la banalité, voire la médiocrité la plus affligeante. En ce sens, il demeure fidèle à l'esprit de Carlo Cassola. « Ni marionnettes, ni monstres, les personnages de Pietrangeli participent de l'humanité la plus courante. Ils sont observés de près, avec la compassion et la minutie du néoréalisme ; mais ils sont affreux. », écrit, de son point de vue, Jacques Lourcelles.